# 소노마군

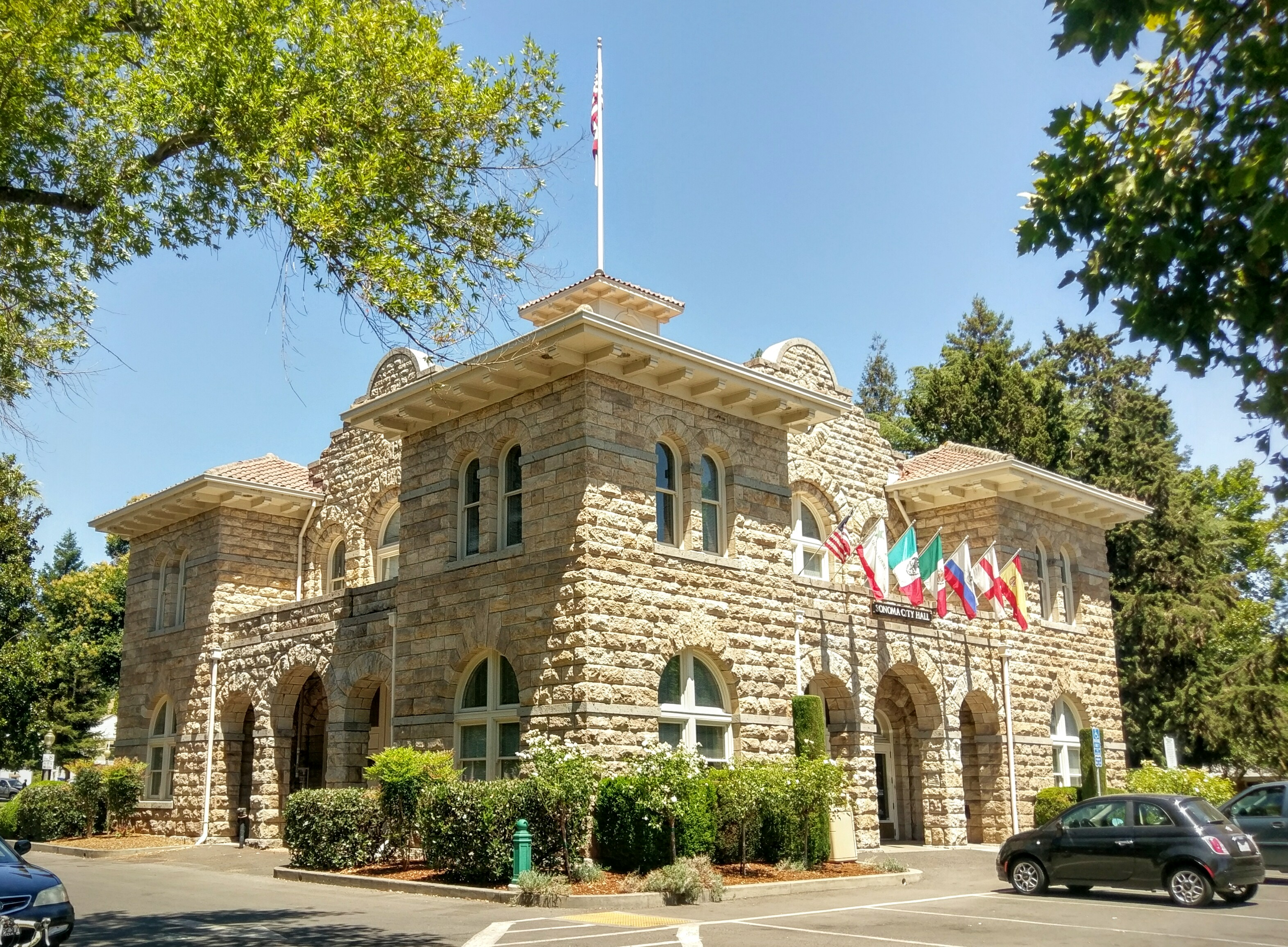
소노마 시청

위치

소노마군 또는 소노마 카운티(Sonoma County)는 미국 캘리포니아주의 군이다. 2010년 미국 인구조사에 따르면 인구 수는 총 483,878명이다. 군청 소재지이자 최대 도시는 샌타로자이다. 마린군의 북쪽, 멘도시노군의 남쪽에 맞닿아있다. 나파군과 레이크군의 서쪽에 위치해 있다. 소노마군은 윈도 xp에 포함된 블리스 (사진)가 촬영된 곳이다.

## 인구
| 인구조사                                                      | 인구    | Note  | %±       |
| ------------------------------------------------------------- | ------- | ----- | -------- |
| 1850년                                                        | 560     |       | —        |
| 1860년                                                        | 11,867  |       | 2,019.1% |
| 1870년                                                        | 19,819  |       | 67.0%    |
| 1880년                                                        | 25,926  |       | 30.8%    |
| 1890년                                                        | 32,721  |       | 26.2%    |
| 1900년                                                        | 38,480  |       | 17.6%    |
| 1910년                                                        | 48,394  |       | 25.8%    |
| 1920년                                                        | 52,090  |       | 7.6%     |
| 1930년                                                        | 62,222  |       | 19.5%    |
| 1940년                                                        | 69,052  |       | 11.0%    |
| 1950년                                                        | 103,405 |       | 49.7%    |
| 1960년                                                        | 147,375 |       | 42.5%    |
| 1970년                                                        | 204,885 |       | 39.0%    |
| 1980년                                                        | 299,681 |       | 46.3%    |
| 1990년                                                        | 388,222 |       | 29.5%    |
| 2000년                                                        | 458,614 |       | 18.1%    |
| 2010년                                                        | 483,878 |       | 5.5%     |
| 2019 (추산)                                                   | 494,336 | [ 3 ] | 2.2%     |
| U.S. Decennial Census 1790–1960 1900–1990 1990–2000 2010–2015 |         |       |          |